# Cantons de Perpignan
La ville de Perpignan est divisée en plusieurs cantons. 

## Composition à partir de 2015
Le redécoupage cantonal de 2014 s'applique à la commune de Perpignan, qui désormais n'est plus composé que de 6 cantons, dont les limites sont fixées par décret. Ces nouveaux cantons sont :
- Le canton de Perpignan-1 (fraction de Perpignan)
- Le canton de Perpignan-2 (fraction de Perpignan et communes de Bompas, Sainte-Marie-la-Mer et Villelongue-de-la-Salanque)
- Le canton de Perpignan-3 (fraction de Perpignan et commune de Cabestany)
- Le canton de Perpignan-4 (fraction de Perpignan)
- Le canton de Perpignan-5 (fraction de Perpignan et commune de Canohès)
- Le canton de Perpignan-6 (fraction de Perpignan et commune de Toulouges)